# Poa orthophylla
Poa orthophylla là một loài cỏ trong họ hòa thảo, thuộc chi poa.